# Thomas Darley
Thomas Darley est un marchand anglais, plus connu pour avoir acquis le Darley Arabian, un cheval de course à l'origine de la race des Pur-sangs actuels.